# 坂本温泉 (鹿児島県)
坂本温泉（さかもとおんせん）は、鹿児島県の硫黄島にある温泉・野湯。
海岸の石積護岸の内側にあるコンクリート製の露天風呂で、源泉が湧き出している。そのままでは熱すぎるので、潮が満ちて海水が湯船に流れ込み、適温になってから入る。
硫黄島港より自動車なら約15分である。